# Erodium hartvigianum
Erodium hartvigianum là một loài thực vật có hoa trong họ Mỏ hạc. Loài này được Strid & Kit Tan mô tả khoa học đầu tiên năm 2003.

## Hình ảnh

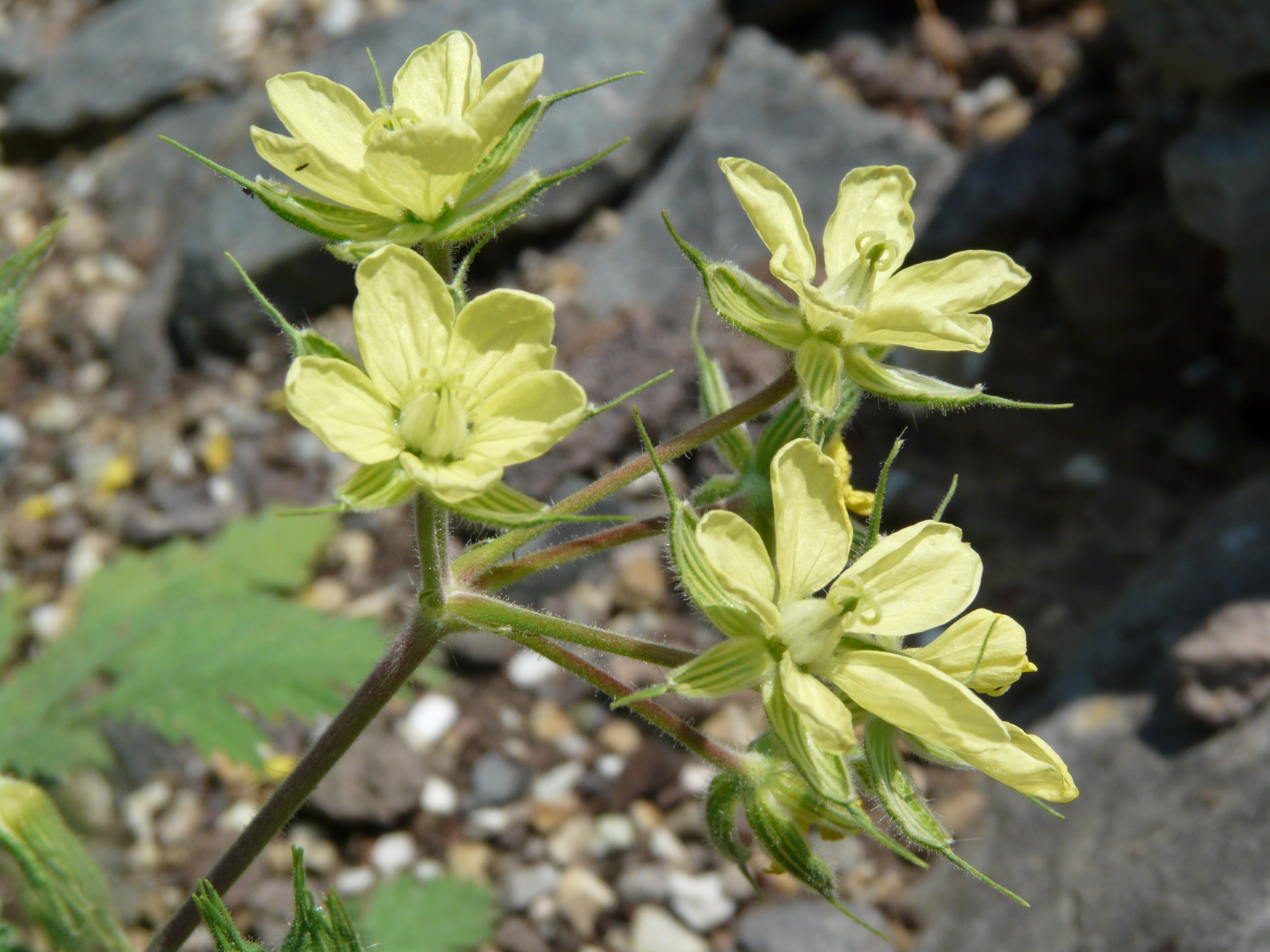